# Michael Neumayer
Michael Neumayer, född 15 januari 1979 i Bad Reichenhall i Bayern, är en tysk backhoppare. Han representerar SK Berchtesgaden.

## Karriär
Sedan början av 2000-talet tillhör Michael Neumayer den tyska backhoppningseliten. Internationellt har han sina största meriter i lagtävlingar tillsammans med andra tyska backhoppare.
Världscupen
Michael Neumayer debuterade i världscupen i öppningstävlingen i tysk-österrikiska backhopparveckan (som ingår i världscupen) i Oberstdorf i Tyskland 29 december 2000. Han blev nummer 39 i första deltävlingen i världscupen. Första pallplatsen i en deltävling i världscupen kom i nyårstävlingen i backhopparveckan i Garmisch-Partenkirchen 1 januari 2008 där han blev nummer tre efter Gregor Schlierenzauer från Österrike och Janne Ahonen från Finland. Neumayer har tävlat 11 säsonger i världscupen. Säsongen 2009/2010 blev han nummer 20 sammanlagt i världscupen, vilket är hans bästa resultat hittills (2012). Neumayer han en seger i en deltävling för lag i Willingen i Tyskland 7 februari 2007.
Tysk-österrikiska backhopparveckan
Under Tysk-österrikiska backhopparveckan 2007/2008 nådde han en tredje plats i slutställningen. Han slutade 93,9 poäng efter Janne Ahonen och 71,1 poäng efter Thomas Morgenstern från Österrike. Tredjeplatsen i Garmisch-Partenkirchen är hans bästa placering i en deltävling i backhopparveckan.
Skid-VM
Michael Neumayer startade i sitt första Skid-VM på hemmaplan i Oberstdorf 2005. Här tävlade han i tävlingarna i normalbacken.. I lagtävlingen i normalbacken vann det tyska laget (Michael Neumayer, Martin Schmitt, Michael Uhrmann och Georg Späth) en silvermedalj. Österrike var 14,4 poäng före Tyskland. I den individuella tävlingen i normalbacken blev Neumayer nummer 32. 
Under Skid-VM 2009 i Liberec i Tjeckien blev det inga medaljer för Neumayer. Han blev nummer 17 (delad med Anders Jacobsen från Norge) i normalbacken och nummer 28 i stora backen. I lagtävlingen blev Tyskland nummer 10. I VM 2011 i Holmenkollen i Oslo, tävlade Neumayer endast i lagtävlingen i normalbacken (Midtstubakken). Tyskland (Martin Schmitt, Michael Neumayer, Michael Uhrmann och Severin Freund lyckades vinna en bronsmedalj efter Österrike och Norge.
VM i skidflygning
Neumayer har tävlat i 3 VM i skidflygning. Under VM 2006 i Kulm i Bad Mitterndorf i Österrike vann han en bronsmedalj i lagtävlingen, efter Norge och Finland. I den individuella tävlingen blev han nummer 13. I VM 2008 på hemmaplan i Oberstdorf blev tyska laget nummer fyra, över 90 poäng från en medalj. I den individuella tävlingen blev Neumayer nummer 21. I sitt hittls sista skidflygnings-VM, i Planica i Slovenien 2010, blev det en sjunde plats i lagtävlineg och en tjugoandra plats i den individuella tävlingen.
Olympiska spelen
Michael Neumayer startade i olympiska spelen 2006 i Turin i Italien. han blev nummer 8 i normalbacken och nummer 11 i stora backen i Pragelato. I lagtävlingen blev Tyskland nummer fyra, 61,4 poäng efter segrande Österrike och 27,5 poäng från en OS-medalj. Under OS 2010 i Vancouver i Kanada vann Neumayer en silvermedalj tillsammans med lagkamraterna Andreas Wank, Martin Schmitt och Michael Uhrmann. I de individuella tävlingarna blev Neumayer nummer 16 i normalbacken och nummer 6 i stora backen.
Andra tävlingar
Neumayer har vunnit 6 guldmedaljer i tyska mästerskap i perioden 2002 till 2011. Han har även tre silvermedaljer och en bronsmedalj från tyska mästerskap. Neumayer innehar även det tyska rekordet i skidflygning med ett hopp över 227,5 meter i Planica 2005. Neumayer blev nummer 9 sammanlagt i Sommar-Grand-Prix

## Övrigt
Neumayer är utbildat i nationalekonomi och han var en tid anställt hos sin far.